# Tellururo di idrogeno
Il tellururo di idrogeno o acido telluridrico è un composto inorganico binario del tellurio bivalente con l'idrogeno, gassoso e incolore a temperatura ambiente, maleodorante e molto tossico, avente formula molecolare H2Te.
È analogo e isoelettronico di valenza all'acido selenidrico H2Se e all'acido solfidrico H2S, rispetto ai quali è meno volatile (Teb. -4 °C), ancora meno stabile e però, come acido in soluzione acquosa, alquanto più forte.
È raro trovarlo in natura perché tende a decomporsi nei suoi elementi costitutivi ed anche la maggior parte dei composti con legami Te-H (telluroli) è instabile per la perdita di idrogeno.
La molecola del tellururo di idrogeno è chimicamente e strutturalmente simile al seleniuro di idrogeno e come quest'ultimo è un composto endotermico; tuttavia, il legame Te−H è più lungo (169 pm contro 146 pm), mente l'angolo H-Te-H è insensibilmente più stretto (≈ 90° contro ≈ 91°).

## Sintesi
H2Te è prodotto mediante l'acidificazione di tellururi metallici (sali di Te2−) come Al2Te3 e Na2Te. Na2Te risulta dalla reazione di sodio e tellurio in ammoniaca anidra. Il prodotto intermedio dell'acidificazione, HTe- è un anione stabile.

## Proprietà
Il tellururo di idrogeno è un composto endotermico, instabile all'aria; viene facilmente ossidato ad acqua e tellurio elementare:
2 H2Te + O2 → 2 H2O + 2 Te
Avendo un pKa di 2,09, si avvicina alla forza acida dell'acido fosforico (pKa = 2,05). Reagisce direttamente con molti metalli formando i corrispondenti tellururi.